# Jack Pierce (charakteryzator)
Jack Pierce (ur. 5 maja 1889, zm. 19 lipca 1968 w Los Angeles) – amerykański charakteryzator filmowy, twórca m.in. charakteryzacji Borisa Karloffa we Frankensteinie i Mumii oraz Lona Chaneya Jra w Wilkołaku.

## Życiorys
Jack Pierce urodził się w 1889 w Grecji. W ojczyźnie próbował kariery jako profesjonalny gracz w baseball. W 1910 roku przybył do Kalifornii, gdzie imał się różnych zajęć – wyświetlał filmy w nickelodeonach, był kierownikiem kina, aktorem filmowym i teatralnym, kaskaderem i asystentem reżysera. W 1914 roku związał się ze studiem Universal, gdzie początkowo pracował jako operator i aktor, i gdzie w latach 20. został charakteryzatorem, aby wreszcie awansować na szefa charakteryzacji. Uznanie przyniosła mu zrealizowana w 1927 roku charakteryzacja do filmu Monkey Talks Raoula Walsha.

### Frankenstein

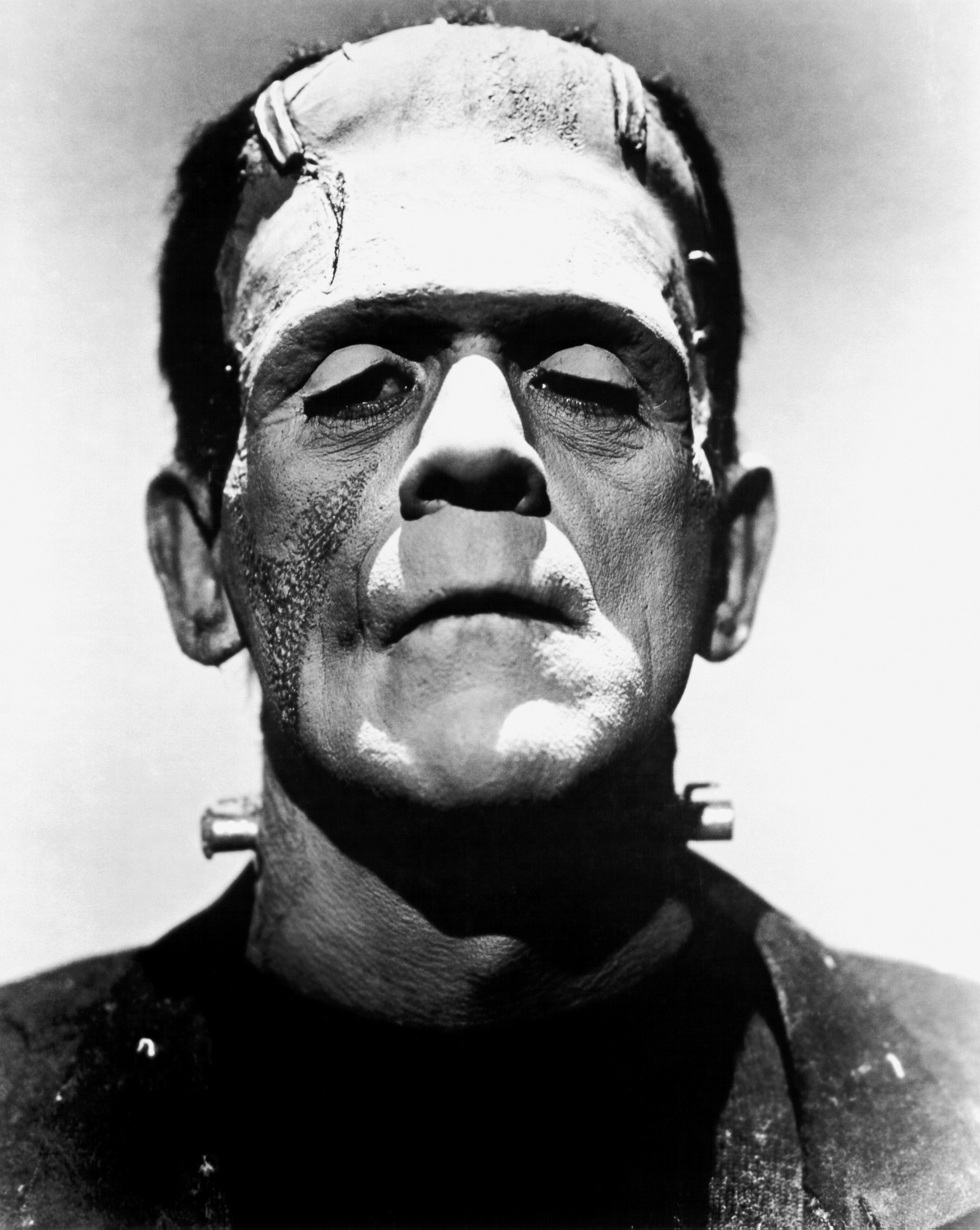
Boris Karloff jako Monstrum Frankensteina w charakteryzacji Jacka Pierce’a

W 1931 roku pracował z Borisem Karloffem przy filmie Frankenstein Jamesa Whale’a. Aby wypracować właściwą charakteryzację dla Monstrum, Karloff spotykał się z Pierce'em jeszcze przed ostatecznym otrzymaniem roli (konkurował o nią z Belą Lugosim) – przez trzy tygodnie, po trzy godziny dziennie usiłowali uzyskać właściwy efekt. Karloff miał nadzieję, że dzięki współpracy z charakteryzatorem uda mu się z sukcesem przejść przez zdjęcia próbne i uzyskać rolę w Frankensteinie; i tak się faktycznie stało. Ostateczna charakteryzacja Karloffa była złożona i pracochłonna – Pierce poświęcał codziennie kilka godzin na nałożenie makijażu. Oprócz niego częścią charakteryzacji były także wydłużone ramiona, nogi usztywnione metalowymi prętami, uniemożliwiającymi aktorowi zginanie kolan, ukryty metalowy kręgosłup oraz ciężkie buty na koturnach, o wadze ok. 6 kg każdy. Ostatecznie w gotowym kostiumie Karloff mierzył ponad 2 metry i miał na sobie ponad 20 kilogramów ekwipunku służącego charakteryzacji (ciężar ten sprawił, że aktor doznał w czasie zdjęć kontuzji kręgosłupa).
Charakteryzacja sprawiła, że wygląd Monstrum odzwierciedlał nie tylko jego grozę, ale także wewnętrzne cierpienie, pozwalała też aktorowi na wyrażenie różnorodnych emocji. Wygląd Karloffa we Frankensteinie był jednym z powodów wielkiego sukcesu tego filmu i stał się jedną z ikon kina. Wygląd Monstrum został prawnie zastrzeżony przez Universal, dzięki czemu studio (lecz nie Pierce) osiągnęło znaczne zyski dzięki sprzedaży zabawek i akcesoriów związanych z filmem. Makijaż do Frankensteina znalazł się na pierwszym miejscu ankiety 50 najwspanialszych charakteryzacji wszech czasów, sporządzonej przez czasopismo „MakeUp Artist” (na trzynastym miejscu tego zestawienia znalazło się inne dzieło Pierce’a – makijaż do filmu Mumia).

### Mumia

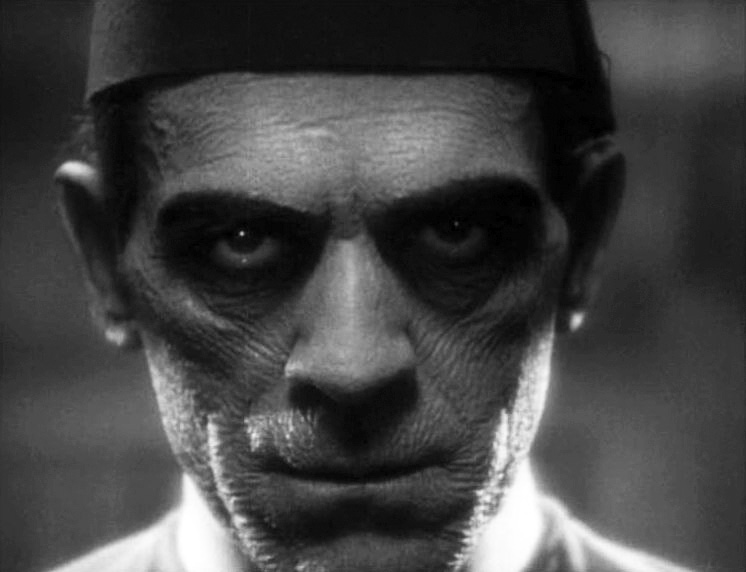
Boris Karloff ucharakteryzowany przez Pierce’a na współczesne wcielenie Inhotepa w filmie Mumia

Pierce zajmował się również charakteryzacją Karloffa w filmie Mumia Karla Freunda (1932). Aktor odgrywał w nim egipskiego kapłana Inhotepa, który został wskrzeszony po 3700 latach. W filmie ma więc dwa zestawy charakteryzacji – na mumię Impothepa i jego współczesną inkarnację. Charakteryzacja na mumię była szczególnie wymagająca (Karloff wspomina ją jako jedno z trudniejszych doświadczeń aktorskich) – wykonana została za pomocą licznych warstw makijażu, pasków bawełny i 137 metrów płótna. Jej nałożenie zajęło Pierce'owi osiem godzin (od godz. 11 do 19), a usuwanie – dwie godziny, było też bolesne i trwało po skończeniu zdjęć o 2.00. Scena, w której wykorzystano ten złożony makijaż trwa zaledwie niecałe 3 minuty. Pierce uważał charakteryzację do Mumii za swoją najlepszą pracę.

### Dalsza kariera
W kolejnych latach Pierce pracował nad innymi filmami, m.in. nad Niewidzialnym człowiekiem Jamesa Whalea z 1933 roku i Wilkołakiem George’a Waggnera (dobrze wykonana charakteryzacja była jedną z przyczyn sukcesu tego filmu). Jednak w latach 40. sytuacja horroru w Universalu zmieniała się – filmy o potworach traciły na popularności, stawały się też coraz bardziej schematyczne. Dodatkowo pojawiły się nowe techniki w charakteryzacji, znacznie tańsze niż wykonywane przez Pierce’a makijaże. Szefowie studia zapragnęli podjąć współpracę z kimś młodszym i szybszym, dlatego w 1947 roku zwolnili Pierce’a. Charakteryzator był rozgoryczony tym faktem. W kolejnych latach pracował przy produkcjach telewizyjnych i filmowych jako wolny strzelec. Zmarł w 1968 roku.